# Nauki o atmosferze
Nauki o atmosferze – całość nauk zajmujących się badaniem atmosfery Ziemi i planet, procesów wpływających na atmosferę i to, jak atmosfera wpływa na otaczający świat.
Meteorologia zajmuje się głównie pogodą i prognozą pogody i zawiera działy: chemia atmosfery i fizyka atmosfery.
Klimatologia zajmuje się badaniem klimatu i jego zmian w czasie.